# Getting Things Done
Getting Things Done® er en metode beskrevet af David Allen i bogen af same navn. Den blev første gang udgivet i 2001 (senest opdateret i 2015) og refereres oftest til som GTD.

## Beskrivelse af metoden
Getting Things Done® (GTD) beskriver et sæt vaner, som man kan tillære sig. Disse vaner udgør i sammenhæng en simpel metode til håndtering af alt det man ønsker at gøre noget ved og leder ifølge forfatteren og bogens undertitel til stressfri produktivitet.
David Allen siger desuden "Din hjerne er til for at få idéer, ikke til at huske dem" og anbefaler at få opgaver og projekter ud af hovedet ved at skrive dem ned og identificere deres tilhørende næste handlinger. Dette tillader dig at "frigøre psykisk RAM" og fokusere din opmærksomhed på at udføre dine handlinger frem for at huske på dem. GTD beskriver ikke noget specifikt system til at opbevare disse, dette er op til den enkelte.

## Terminologi
David Allen beskriver med GTD også en samling begreber. Nogle af disse er:
- Projekt-liste: En liste med mål (mindre eller større) som kræver mere end en enkelt handling for at blive fuldført og som du ønsker at gennemføre indenfor de næste 12 måneder.
- Engang/måske-liste: Et projekt som du måske vil arbejde på i fremtiden.
- Næste handling: Den næste fysiske synlige handling som man foretager sig for at bring et projekt videre mod sin fuldførelse. Dette er ifølge GTD en essentiel ting at definere på forhånd da det fjerner eventuel mental modstand for at tage dette næste skridt og skal derfor defineres for hvert projekt.
- Kontekst: De omgivelser du skal befinde dig i for at kunne udføre den næste handling. Disse bruges til at kategorisere næste handlinger, en kontekst kan for eksempel være "På kontoret" eller "Ved computeren".
- Inbox zero: Alle indbakker, fysiske som digitale, tømmes mindst ugentligt (dette betyder dog ikke at alle er besvaret/udført etc.)

GTD arbejder med 6 forskellige "fokushorisonter", perspektiver man vælger at anvende når man overvejer sine ting. De 6 horisonter er:
- Næste handlinger
- Projekter
- Ansvarsområder
- Mål (12-24 måneder)
- Vision (3-5 år)
- Formål og værdier

I modsætning til andre metoder arbejder GTD fra bunden og op ud fra teorien om, at man ikke har tilstrækkelig mental båndbredde til at fokusere på de store ting, når der ikke er styr på de små ting.
Når hele systemet er sat op foretages desuden en "Ugentlig gennemgang" ("Weekly Review") som indeholder tre dele: "Get Clear, Get Current and Get Creative". Herigennem kommer man til bunds i alle de ting man måske endnu ikke er nået til i løbet af ugen, sørger for at opdatere systemet og fange eventuelle projekter og handlinger man endnu ikke har nået at notere sig samt at overveje om der er andet man skal overveje at tage hul på.

## Eksterne links
- Getting Things Done Arkiveret 12. maj 2015 hos  Wayback Machine (GTD’s officielle side)
- GTD Times Arkiveret 15. august 2011 hos  Wayback Machine (Officiel blog for David Allen og GTD)